# Grand Prix de Tennis de Lyon 2006
Grand Prix de Tennis de Lyon 2006 — тенісний турнір, що проходив на кортах з твердим покриттям у місті Ліон, Франція з 23 жовтня . Належав до категорії ATP International Series, був турніром серії Open Sud de France 2006 року.

## Фінальна частина

### Одиночний розряд
Рішар Гаске —  Марк Жікель 6–3, 6–1

### Парний розряд
Жульєн Беннето /  Арно Клеман —  Франтішек Чермак /  Ярослав Левинський 6–2, 6–7(3–7), [10–7]